# Time Hollow
Time Hollow (タイムホロウ 奪われた過去を求めて?, Time Hollow: Ubawareta Kako o Motomete) è un'avventura grafica sviluppata e pubblicata dalla Konami per console portatile Nintendo DS. La sceneggiatura del gioco è stata scritta da Junko Kawano.
La canzone principale della colonna sonora è stata composta da Masanori Akita. La traccia è inoltre presente nella versione giapponese di Dance Dance Revolution SuperNova 2 e nella versione statunitense di Dance Dance Revolution X per PlayStation 2.

## Trama
La storia di Time Hollow è divisa in sei capitoli. Il protagonista è Ethan Kairos (時尾 歩郎?, Tokio Horō), i cui genitori, Timothy (亘?, Wataru) e Pamela (秋?, Aki), sono scomparsi misteriosamente il giorno del suo diciassettesimo compleanno. Ethan è l'unico a comprendere che il tempo è stato modificato in modo tale che i suoi genitori siano scomparsi da 12 anni.
Grazie ad un appunto legato al collare del suo gatto Sox (フォ郎?, Follow), si reca nel cassonetto dei rifiuti posto dietro la sua scuola e ottiene l'Hollow Pen, un oggetto in grado di aprire portali nel passato. Inizialmente Ethan inizia ad utilizzare la penna per risolvere problemi del presente, trovandosi di volta in volta catapultato in universi paralleli in cui lui sembra essere l'unico a ricordare gli eventi modificati.
Incontra tuttavia a scuola Kori Twelves (十二林 かのん?, Junibayashi Kanon) che sembra non essere influenzata dalle modifiche apportate da Ethan. Il ragazzo si trova di fronte un altro utilizzatore dell'Hollow Pen, Irving Onegin (一柳 清作?, Seisaku Ichiyanagi), proprietario dell'Eone, che vuole vendicarsi della famiglia Kairos a causa della morte della madre Mary (直子?, Naoko). Irving infatti pensa che sia colpa di Timothy e per questo inizia a vendicarsi di Ethan: prima prende il posto del maestro di Ethan, Jack Twombly (二宮 朔太郎?, Sakutarou Ninomiya), poi attenta alla vita dei suoi amici Vin Threet (三原 元樹?, Motoki Mihara), Ben Fourier (四堂 駿太?, Shunta Shidou) e Morris Fivet (五島 凪?, Nagi Goshima) ed infine dello zio Derek (保?, Tamotsu).
Grazie all'aiuto di Kori, Ethan riesce a trasportare i suoi genitori nel presente, traendoli in salvo dall'esplosione in un ristorante che ne aveva causato la loro scomparsa. Successivamente insegue Irving e lo fa precipitare da una scogliera.
Ethan comprende infine che la madre di Irving, proprietaria di una Hollow Pen, aveva causato la propria morte a causa della sua incapacità nel fermare il figlio dai ripetuti tentativi di uccidere Kori che, in una delle realtà alternative, causano il suicidio di Derek. Per impedire la morte del fratello, Timothy ha fatto attraversare un Foro a Kori e per questo motivo la ragazza è immune dallo scorrere del tempo.
Nonostante Ethan provi a salvare sia Kori che i suoi amici, alla fine comprende che solo lo zio può salvare la ragazza. Derek attraversa quindi il Foro, permettendo alla ragazza di riconoscere Irving sul tetto della scuola. Questo causa l'abbandono della città da parte degli Onegin e il successo del Chronos, bar nei pressi della scuola, gestito da Derek insieme alla moglie Kori e con l'aiuto di Olivia Eights (八木 まゆ?, Mayu Yagi).
Nell'epilogo Ethan fa in modo che sé stesso nel passato riceva sia la penna che l'appunto, in modo da prevenire un paradosso temporale.

### Finale alternativo
È possibile ricominciando l'avventura, seguire il gatto Sox ed incontrare subito Irving Onegin che vuole vendicarsi della famiglia Kairos. Ethan riuscirà a convincerlo ad attendere un altro giorno e racconterà l'intera storia a Timothy e Derek, anticipando così il salvataggio di Kori. La sequenza finale di gioco tuttavia presenterà semplicemente il risveglio di Ethan.

### Personaggi

Schermata "Personaggio"

La maggior parte dei personaggi di Time Hollow prende il cognome dai numeri da uno a dodici. I personaggi principali sono i membri della famiglia Kairos:
Ethan Kairos
Protagonista della storia. Studente del secondo anno, riceve la Hollow Pen all'età di diciassette anni. Il suo cognome deriva dalla parola greca kairos.
Timothy Kairos
Padre di Ethan e possessore di una Hollow Pen. È interessato alla morte di Mary Onegin.
Pamela Kairos
Moglie di Timothy e madre di Ethan. Non possedendo una Hollow Pen viene congelata durante l'apertura dei Fori Temporali.
Derek Kairos
Zio di Ethan. All'inizio dell'avventura viene raffigurato come uno scrittore squattrinato che chiede solo soldi al fratello Timothy. Nella realtà in cui spariscono i genitori di Ethan, assume il ruolo di tutore del ragazzo.
Era nella stessa classe di Kori e di Irving. In una delle dimensioni alternative si suicida in seguito alla morte di Kori. Ha fondato il bar Chronos che in una delle realtà fallisce a causa di debiti e viene venduto a Eva Sixon.
Irving Onegin
Proprietario dell'Eone. Venderà un orologio ad Ashley ed Emily come per Ethan. Vuole vendicarsi della famiglia Kairos a causa della morte della madre. Utilizza Kori come pedina per i suoi piani, dopo aver tentato di ucciderla a causa di un rifiuto.
Mary Onegin
Madre di Irving. Proprietaria di una Hollow Pen, incontra Ethan due volte nel corso dell'avventura. La prima volta viene salvata dall'incidente sull'autobus, mentre successivamente rivela dell'ossessione di Irving nei confronti di Kori. Il comportamento del figlio la spingerà al suicidio.
Jack Twombly (二宮 朔太郎?, Ninomiya Sakutarou)
Professore di Ethan. È stato il docente anche di Derek. Quando Irving torna nel passato prenderà il posto di Twombly nel presente in cui non esistono più gli amici di Ethan.
Vin Threet (三原 元樹?, Mihara Motoki)
Uno degli amici di Ethan. Fratello di Ashley, da ragazzo ha avuto un incidente alla caviglia che gli ha impedito di realizzare il sogno di diventare una stella della pallacanestro.
Ashley Threet (三原 和織?, Mihara Waori)
Sorella di Vin. Si preoccupa del regalo di Ethan insieme all'amica Emily. Possiede un cellulare rosa.
Ben Fourier (四堂 駿太?, Shidou Shunta)
Amico di Ethan. Porta gli occhiali ed è interessato a ragazze più grandi di lui, tra cui Olivia. Era molto legato a Shiloh, prima dell'incidente al nascondiglio segreto.
Morris Fivet (五島 凪?, Goshima Nagi)
Amico di Ethan. Grande studioso, è l'unico a cui Ethan rivela l'esistenza di mondi alternativi. In alcuni di questi lui diventa un dog-sitter a causa del suo amore per gli animali.
Eva Sixon (六条 琴子?, Rokujou Kotoko)
Proprietaria del bar Chronos, acquistato da Derek Kairos. Durante l'epilogo incontrerà Ethan nei pressi del nascondiglio segreto, dove ha intenzione di aprire un locale.
Aaron Sevens (七沢 竜之介?, Nanasawa Ryunosuke)
Fidanzato di Olivia. A causa di questa relazione si troverà a scontrarsi con Ben. Spesso si trova nel parco, dove attende Olivia o gioca con Jacob e Lucky.
Olivia Eights (八木 まゆ?, Yagi Mayu)
Cameriera del Chronos. Possiede una bicicletta con cui avrà un incidente nei pressi del bar per cui lavora. Ethan tenterà in tutti i modi di evitare che la morte della ragazza crei dispiaceri a Ben. In una delle realtà alternative, in cui non lavora al Chronos, cercherà impiego presso l'Eone.
Emily Niner (九里 祥子?, Kuri Shouko)
Amica di Ashley, ha un debole per Ethan. Si trova spesso di fronte alla biblioteca, dove darà suggerimenti al giocatore per il proseguimento dell'avventura.
Sarah Tenneson (十倉 想乃香?, Tokura Sonoka)
Bibliotecaria che aiuterà spesso Ethan a trovare informazioni riguardo date, luoghi ed eventi di cui ha avuto flashback.
Jacob Elevens (十一谷 新?, Juichitani Arasa)
Ragazzino che passeggia spesso con il suo cane Lucky (ジョン?, John). Nelle realtà alternative verrà coinvolto in un incidente stradale e nella lotta tra Ben e Aaron.
Kori Twelves (十二林 かのん?, Junibayashi Kanon)
Compagna di Derek. Viene uccisa da Irving, ossessionato dalla ragazza a causa della somiglianza con la madre. Per evitare il suicidio di Derek, verrà costretta da Timothy ad attraversare un Foro Temporale. La sua vita tornerà alla normalità quando il Derek del presente salverà la ragazza, permettendo al Derek del passato di sposarsi con Kori e di fondare il Chronos, il cui nome viene ideato da Kori, in onore al dio del tempo Crono.
Sox (フォ郎?, Follow)
Gatto di Ethan. Lo aiuta a trovare le Porzioni di Tempo per ricaricare il suo orologio.
Shiloh (シロ?, Shiro)
Cane di Ben. Muore in seguito ad una tempesta, ma viene salvato da Ethan intervenendo sul passato.

## Modalità di gioco
Time Hollow è un'avventura grafica nella quale il giocatore controlla il protagonista Ethan Kairos alla ricerca dei suoi genitori scomparsi. Utilizzando la sua Hollow Pen, Ethan è in grado di aprire portali circolari nel passato, chiamati "Fori Temporali", in seguito a flashback riguardanti un certo luogo.
Aprendo i portali nelle differenti aree del videogioco, Ethan può recuperare oggetti o modificare in altro modo il passato. Sebbene il tempo si fermi una volta aperto un portale, alcuni personaggi potranno interagire il protagonista. Ogniqualvolta il giocatore chiuda un Foro Temporale disegnato con lo stilo, perderà una certa quantità di "Tempo", equivalenti ai PV. Durante il gioco è possibile ripristinare la barra trovando il gatto di Ethan, Sox, e recuperando Porzioni di Tempo (Chrons).
Il gioco è intervallato da sequenze animate che mostrano eventi importanti o flashback. La grafica dei fondali è statica, ma è possibile spostarli leggermente facendo assumere al titolo una prospettiva tridimensionale.